# Torneo Uncaf Sub-19 de 2018
Torneo Uncaf Sub-19 de 2018 fue un torneo que reunió a siete países centroamericanos con sede en Honduras, dio inicio el 19 de agosto de 2018.

## Equipos participantes
| Equipos participantes | Equipos participantes | Equipos participantes | Equipos participantes |
| --------------------- | --------------------- | --------------------- | --------------------- |
| Costa Rica            | Guatemala             | Panamá                | El Salvador           |
| Honduras              | Nicaragua             | Belice                |                       |

## Desarrollo

### Tabla de posiciones
| Pos. | Selección   | Pts. | PJ | PG | PE | PP | GF | GC |
| ---- | ----------- | ---- | -- | -- | -- | -- | -- | -- |
| 1.   | Guatemala   | 16   | 6  | 5  | 1  | 0  | 9  | 1  |
| 2.   | Panamá      | 15   | 6  | 5  | 0  | 1  | 15 | 6  |
| 3.   | Costa Rica  | 11   | 6  | 3  | 1  | 2  | 16 | 7  |
| 4.   | Honduras    | 7    | 6  | 2  | 1  | 3  | 11 | 11 |
| 5.   | Nicaragua   | 4    | 6  | 1  | 1  | 4  | 7  | 10 |
| 6.   | El Salvador | 4    | 6  | 1  | 1  | 4  | 5  | 15 |
| 7.   | Belice      | 3    | 6  | 1  | 0  | 5  | 4  | 17 |

| Fecha                | Lugar        |             |                        | Resultado |                        |             |
| -------------------- | ------------ | ----------- | ---------------------- | --------- | ---------------------- | ----------- |
| 19 de agosto de 2018 | Comayagua    | Guatemala   | Bandera de Guatemala   | 1:1       | Bandera de Costa Rica  | Costa Rica  |
| 19 de agosto de 2018 | Comayagua    | El Salvador | Bandera de El Salvador | 1:5       | Bandera de Panamá      | Panamá      |
| 19 de agosto de 2018 | Comayagua    | Honduras    | Bandera de Honduras    | 6:1       | Bandera de Belice      | Belice      |
| 20 de agosto de 2018 | Siguatepeque | Panamá      | Bandera de Panamá      | 0:1       | Bandera de Guatemala   | Guatemala   |
| 20 de agosto de 2018 | Siguatepeque | Belice      | Bandera de Belice      | 1:3       | Bandera de El Salvador | El Salvador |
| 20 de agosto de 2018 | Siguatepeque | Honduras    | Bandera de Honduras    | 3:3       | Bandera de Nicaragua   | Nicaragua   |
| 21 de agosto de 2018 | Comayagua    | Costa Rica  | Bandera de Costa Rica  | 3:4       | Bandera de Panamá      | Panamá      |
| 21 de agosto de 2018 | Comayagua    | Nicaragua   | Bandera de Nicaragua   | 0:1       | Bandera de Belice      | Belice      |
| 21 de agosto de 2018 | Comayagua    | Honduras    | Bandera de Honduras    | 2:0       | Bandera de El Salvador | El Salvador |
| 22 de agosto de 2018 | Siguatepeque | Panamá      | Bandera de Panamá      | 2:1       | Bandera de Nicaragua   | Nicaragua   |
| 22 de agosto de 2018 | Siguatepeque | El Salvador | Bandera de El Salvador | 1:1       | Bandera de Costa Rica  | Costa Rica  |
| 22 de agosto de 2018 | Siguatepeque | Honduras    | Bandera de Honduras    | 0:1       | Bandera de Guatemala   | Guatemala   |
| 24 de agosto de 2018 | Comayagua    | Costa Rica  | Bandera de Costa Rica  | 5:1       | Bandera de Belice      | Belice      |
| 24 de agosto de 2018 | Comayagua    | Nicaragua   | Bandera de Nicaragua   | 0:2       | Bandera de Guatemala   | Guatemala   |
| 24 de agosto de 2018 | Comayagua    | Honduras    | Bandera de Honduras    | 0:2       | Bandera de Panamá      | Panamá      |
| 25 de agosto de 2018 | Siguatepeque | Guatemala   | Bandera de Guatemala   | 3:0       | Bandera de El Salvador | El Salvador |
| 25 de agosto de 2018 | Siguatepeque | Panamá      | Bandera de Panamá      | 2:0       | Bandera de Belice      | Belice      |
| 25 de agosto de 2018 | Siguatepeque | Costa Rica  | Bandera de Costa Rica  | 2:0       | Bandera de Nicaragua   | Nicaragua   |
| 26 de agosto de 2018 | Comayagua    | Belice      | Bandera de Belice      | 0:1       | Bandera de Guatemala   | Guatemala   |
| 26 de agosto de 2018 | Comayagua    | Nicaragua   | Bandera de Nicaragua   | 3:0       | Bandera de El Salvador | El Salvador |
| 26 de agosto de 2018 | Comayagua    | Honduras    | Bandera de Honduras    | 0:4       | Bandera de Costa Rica  | Costa Rica  |

## Cobertura
| Región / País  | Cadena (s) |
| -------------- | ---------- |
| América Latina | FIFA+      |